# Луна-4
Луна-4 — радянська автоматична міжпланетна станція для вивчення Місяця і космічного простору.
2 квітня 1963 здійснено пуск ракети-носія «Блискавка», яка вивела на траєкторію польоту до Місяця АМС «Луна-4Е». Передбачалося, що станція здійснить м'яку посадку на поверхню Місяця. 5 квітня 1963 через відхилення траєкторії польоту від розрахункової автоматична станція «Луна-4Е» пройшла на відстані 8500 кілометрів від поверхні Місяця і загубилася в космосі.

## Місія
Мета цього польоту полягала в отриманні інформації про характеристики поверхні Місяця. Ці характеристики включають кількість кратерів, структуру і розмір кратерів, кількість, розподіл і розміри викиду, механічні властивості поверхні, такі як тримкість, щільність і т. д.